# Caradrina mona
Caradrina mona är en fjärilsart som beskrevs av Barnes och Mcdunnough 1912. Caradrina mona ingår i släktet Caradrina och familjen nattflyn. Inga underarter finns listade i Catalogue of Life.